# Liste der Naturdenkmäler im Landkreis Mühldorf am Inn
Die Liste der Naturdenkmäler im Landkreis Mühldorf am Inn nennt die Naturdenkmäler in den Städten und Gemeinden im Landkreis Mühldorf am Inn in Bayern. Im November 2018 gab es im Landkreis Mühldorf am Inn 102 Naturdenkmäler. Darunter waren 17 flächenhafte Naturdenkmäler, besonders Toteiskessel, Moorbereiche und Feuchtflächen. Die anderen 85 Naturdenkmäler sind markante Einzelbäume, Baumgruppen und ein Granitblock. Nach Art. 51 Abs. 1 Nr. 4 BayNatschG ist das Landratsamt des Landkreises Mühldorf am Inn für den Erlass von Rechtsverordnungen über Naturdenkmäler (§ 28 BNatSchG) zuständig.

## Liste

### Flächenhafte Naturdenkmäler
| Bild           | ND-Nr.   | Bezeichnung                                           | Ort                         | Lage | Fläche   | Bemerkung |
| -------------- | -------- | ----------------------------------------------------- | --------------------------- | --- | -------- | --- |
|                | ND-01458 | Toteiskessel bei Gänsgerbl auf Fl.Nr.: 1187 und 1188  | Gars am Inn                 | zwischen Gänsgerbl und Stanzlöd (48° 8′ 39,1″ N, 12° 14′ 19,2″ O)                                                  | 0,09 ha  | Teil der Eiszerfallslandschaft nördlich von Gänsgerbl, Geotop Nr. 183R008, siehe auch Liste der Geotope im Landkreis Mühldorf am Inn |
|                | ND-01459 | Schilfzone östlich von Reichgreißl auf Fl.Nr.: 1344   | Gars am Inn                 | nördlich der Kreisstraße MÜ 17 (48° 8′ 58,4″ N, 12° 14′ 48,6″ O)                                                   | 0,11 ha  | |
|                | ND-01460 | Weiher bei Bachenöd auf Fl.Nr.: 447 und 586           | Gars am Inn                 | nördlich von Bachenöd (48° 9′ 15,7″ N, 12° 14′ 1,8″ O)                                                             | 0,38 ha  | Toteiskessel, Geotop Nr. 183R013, siehe auch Liste der Geotope im Landkreis Mühldorf am Inn                                          |
| weitere Bilder | ND-01461 | Toteiskessel bei Maxau auf Fl.Nr.: 176                | Gars am Inn                 | nordwestlich von Maxau am Waldrand (48° 9′ 18,8″ N, 12° 12′ 25,8″ O)                                               | 0,16 ha  | Geotop Nr. 183R006, siehe auch Liste der Geotope im Landkreis Mühldorf am Inn                                                        |
|                | ND-01462 | Hangflachmoor bei Oberndorf auf Fl.Nr.: 545           | Haag in Oberbayern – Winden | westlich von Oberndorf, südlich und östlich des Weihers am Holzapfelweg (48° 10′ 27,3″ N, 12° 7′ 42,7″ O)          | 0,25 ha  | |
|                | ND-01463 | Hangquellmoor bei Bach auf Fl.Nr.: 396                | Kirchdorf                   | nördlich von Kirchdorf an der Alten Schulstraße (48° 10′ 45,2″ N, 12° 11′ 45,1″ O)                                 | 0,27 ha  | |
|                | ND-01464 | Toteiskessel beim Marsmeier auf Fl.Nr.: 1583 und 1584 | Maitenbeth                  | südlich von Marsmeier, westlich vom Hof Lichtfelden im Wald (48° 8′ 15,5″ N, 12° 6′ 10,8″ O)                       | 0,017 ha | |
| weitere Bilder | ND-01465 | Toteiskessel beim Löffelmoos auf Fl.Nr.: 305          | Maitenbeth                  | westlich des Hofs Löfflmoos am südlichen Waldrand (48° 9′ 18,3″ N, 12° 7′ 18,1″ O)                                 | 0,099 ha | Geotop Nr. 183R011, siehe auch Liste der Geotope im Landkreis Mühldorf am Inn                                                        |
|                | ND-01466 | Kalkquellmoor bei Honau auf Fl.Nr.: 1605              | Maitenbeth                  | südwestlich von Honau, nordwestlich von Pointner, im Wald, Nähe Stettener Mühlbach (48° 7′ 52,1″ N, 12° 6′ 9,9″ O) | 1,45 ha  | |
|                | ND-01467 | Oberholzweiher bei Grub auf Fl.Nr.: 40                | Rechtmehring                | nordwestlich des Hofes Grub (48° 8′ 20″ N, 12° 8′ 44,4″ O)                                                         | 0,17 ha  | Toteiskessel nordwestlich von Grub, Geotop Nr. 183R003, siehe auch Liste der Geotope im Landkreis Mühldorf am Inn                    |
|                | ND-01468 | Toteiskessel bei Grub auf Fl.Nr.: 701                 | Rechtmehring                | nordöstlich der Höfe Grub und Höller (48° 8′ 16,5″ N, 12° 9′ 12,7″ O)                                              | 0,098 ha | Geotop Nr. 183R004, siehe auch Liste der Geotope im Landkreis Mühldorf am Inn                                                        |
|                | ND-01469 | Mischwald bei Schwarzöd auf Fl.Nr.: 939 und 1054      | Rechtmehring                | zwischen Mammerstätt und Schwarzöd an der Ostseite der Straße (48° 6′ 4,1″ N, 12° 10′ 10,6″ O)                     | 0,52 ha  | |
|                | ND-01470 | Niedermoor bei Brunnthal                              | Rechtmehring                | nördlich von Brunnthal (48° 6′ 58″ N, 12° 10′ 41,3″ O)                                                             | 0,33 ha  | |
|                | ND-01471 | Teich im Nußbaumer Feld bei Rosenberg                 | Rechtmehring                | westlich des Hofes Hohlweg und der Kreisstraße MÜ 43 (48° 7′ 58″ N, 12° 8′ 28,8″ O)                                | 1,8 ha   | |
|                | ND-01472 | Toteiskessel im Wanger Holz auf Fl.Nr.: 447           | Unterreit – Wang            | im Wald zwischen Wang, Holling und Westen (48° 6′ 58,4″ N, 12° 17′ 41,1″ O)                                        | 0,025 ha | |
|                | ND-01473 | Steilhang mit Frühlingsknotenblumenbestand            | Kraiburg – Maximilian       | nordwestlich von Gundelprechting (48° 10′ 37,7″ N, 12° 24′ 14,5″ O)                                                | 0,67 ha  | Frühlingsknotenblume (Leucojum vernum)                                                                                               |

### Nicht flächenhafte Naturdenkmäler
Diese Liste der nicht flächenhaften Naturdenkmäler basiert auf einer amtlichen Liste,  mit einzelnen Aktualisierungen und Ergänzungen.
| Bild                                   | Lfd. Nr. | ND-Nr.       | Bezeichnung                                                                                             | Ort                              | Lage | Bemerkung |
| -------------------------------------- | -------- | ------------ | --- | -------------------------------- | --- | --- |
|                                        | 1        | 1, ND-01389  | Buche (Fagus sylvatica Atropunicea), bzw. Buche auf Fl.Nr.: 723/7                                       | Ampfing                          | am Bahnhofsvorplatz in Ampfing (48° 15′ 15,3″ N, 12° 24′ 37,9″ O)                                                         | Blutbuche |
|                                        | 2        | 2, ND-01390  | Baumgruppe „Isengrund“ Winterlinde (Tilia cordata), bzw. Baumgruppe bei Stefanskirchen auf Fl.Nr.: 1304 | Ampfing – Stefanskirchen         | (48° 15′ 46,9″ N, 12° 21′ 6,2″ O)                                                                                         | |
| ND Eiche in Haid                       | 3        | 4, ND-01391  | Eiche in Haid (Quercus robur), bzw. Eiche auf Fl.Nr.: 1949                                              | Ampfing                          | (48° 14′ 3,1″ N, 12° 23′ 51,3″ O)                                                                                         | |
|                                        | 4        | 5            | 2 Linden (Tilia cordata)                                                                                | Aschau am Inn                    | am Bräuberg (48° 14′ 3,1″ N, 12° 23′ 51,3″ O)                                                                             | |
|                                        | 5        | 6            | Eiche (Quercus robur)                                                                                   | Aschau am Inn                    | bei Roßessig (48° 12′ 18,4″ N, 12° 21′ 19″ O)                                                                             | |
| ND Stieleiche                          | 6        | 7            | Stieleiche (Quercus robur)                                                                              | Buchbach – Walkersaich           | Walkersaich – Gumpolding (48° 17′ 31,5″ N, 12° 15′ 58,2″ O)                                                               | |
| ND Winterlinde                         | 7        | 8, ND-01410  | Winterlinde (Tilia cordata), bzw. Winterlinde bei Ranoldsberg auf Fl.Nr.: 1595                          | Buchbach – Ranoldsberg           | 2 km südwestlich von Ranoldsberg, zwischen Wies und Hohending, an der Straße nach Wies (48° 17′ 34,8″ N, 12° 18′ 59,5″ O) | Die Krone der Linde wurde ca. 2022/23 rigoros gekappt. |
| ND Eichengruppe                        | 8        | 9            | Eichengruppe (Quercus robur)                                                                            | Buchbach – Ranoldsberg           | südlich von Dötzkirchen (48° 17′ 59,4″ N, 12° 18′ 20,1″ O)                                                                | |
| ND Linde                               | 9        | 10           | Linde (Tilia cordata)                                                                                   | Buchbach – Ranoldsberg           | in Hinterholzen (48° 18′ 16,1″ N, 12° 19′ 4,3″ O)                                                                         | |
| ND Stieleiche im Schlosspark Egglkofen | 10       | 11           | Stieleiche (Quercus robur)                                                                              | Egglkofen                        | im Schlosspark von Egglkofen (48° 23′ 48,9″ N, 12° 27′ 7,7″ O)                                                            | |
|                                        | 11       | 12           | 4 Linden (Tilia cordata)                                                                                | Egglkofen – Tegernbach           | in Piesenkofen (48° 24′ 30,2″ N, 12° 27′ 52,5″ O)                                                                         | |
| ND Linde Kirche Piesenkofen            | 12       | 13           | Linde (Tilia cordata)                                                                                   | Egglkofen – Tegernbach           | an der Kirche in Piesenkofen (48° 24′ 29,8″ N, 12° 27′ 49,8″ O)                                                           | |
| ND Linde Ödmühle, Erharting            | 13       | 14           | Linde (Tilia cordata)                                                                                   | Erharting                        | mit Kapelle bei Ödmühle (48° 16′ 44,6″ N, 12° 33′ 9,3″ O)                                                                 | |
| weitere Bilder                         | 14       | 15, ND-01474 | Linde (Tilia cordata), bzw. Linde mit Kapelle bei Lengmoos FlNr.: 1360                                  | Gars am Inn – Lengmoos           | etwa 1,8 km nordöstlich von Lengmoos, nördlich von Reichgreißl, bei einer Kapelle (48° 8′ 59,2″ N, 12° 14′ 28″ O)         | Winter- oder Sommer-Linde (widersprüchliche Angaben). Über 300 Jahre alt, 6 m Stammumfang (1992), die Krone wurde 2007/2008 in 6 m Höhe gekappt, jüngere Fotos zeigen den kleineren Neuaustrieb des Baumes. |
|                                        | 15       | 17           | Eiche (Quercus robur)                                                                                   | Gars am Inn – Au am Inn          | nördlich von Biburg (48° 10′ 52,6″ N, 12° 18′ 14,4″ O)                                                                    | |
|                                        | 16       | 18           | Stieleiche (Quercus robur)                                                                              | Gars am Inn – Au am Inn          | in Au am Inn (48° 9′ 47,7″ N, 12° 19′ 40,9″ O)                                                                            | |
|                                        | 17       | 20           | Winterlinde (Tilia cordata)                                                                             | Gars am Inn – Au am Inn          | im Klosterhof (48° 9′ 56,1″ N, 12° 19′ 38,5″ O)                                                                           | |
|                                        | 18       | 21, ND-01486 | Eichenhain (Quercus robur), bzw. Eichenhain auf Fl.Nr.: 336/2                                           | Haag in Oberbayern – Rosenberg   | an der Abzweigung nach Joppenpoint: Enzenspergerstraße, Ecke Freibadstraße (48° 9′ 27″ N, 12° 10′ 44,5″ O)                | |
|                                        | 19       | 22           | Winterlinde (Tilia cordata)                                                                             | Haag in Oberbayern               | am Marktplatz in Haag in Oberbayern (48° 9′ 41″ N, 12° 10′ 57,2″ O)                                                       | |
|                                        | 20       | 24, ND-01485 | Gletschergarten, bzw. Gletschergarten auf Fl.Nr.: 339/2                                                 | Haag in Oberbayern – Rosenberg   | in Haag i. OB: Enzenspergerstraße, Ecke Reiter Straße (48° 9′ 27,8″ N, 12° 10′ 42,1″ O)                                   | OVB: Gletschergarten zieht um |
|                                        | 21       | 26, ND-01397 | Eiche (Quercus robur), bzw. Eiche auf Fl.Nr.: 494                                                       | Heldenstein                      | an der Westseite des Hofes Harting (48° 14′ 45,5″ N, 12° 22′ 1,4″ O)                                                      | |
| ND Linde mit Feldkreuz Heldenstein     | 22       | 27, ND-01398 | Linde (Tilia cordata), bzw. Linde mit Feldkreuz auf Fl.Nr.: 1125                                        | Heldenstein                      | mit Feldkreuz, am Kreisverkehr zwischen den Höfen Bachham und Brandmüller (48° 14′ 11″ N, 12° 22′ 23,5″ O)                | |
|                                        | 23       | 28, ND-01439 | Eichenleite (Quercus robur), bzw. Eichenleite auf Fl.Nr.: 85                                            | Jettenbach                       | an der Straße von Jettenbach nach Grafengars (48° 10′ 4″ N, 12° 22′ 31,9″ O)                                              | |
|                                        | 24       | 29, ND-01438 | Stieleiche (Quercus robur), bzw. Stieleiche auf Fl.Nr.: 262                                             | Jettenbach                       | am westlichen Ortsrand von Jettenbach (48° 9′ 57,6″ N, 12° 22′ 4,7″ O)                                                    | |
|                                        | 25       | 30, ND-01447 | Rotulmen (Ulmus glabra), bzw. 7 Rotulmen auf Fl.Nr.: 330                                                | Kraiburg                         | am Friedhofberg (48° 10′ 59,8″ N, 12° 25′ 28,2″ O)                                                                        | |
|                                        | 26       | 31, ND-01451 | Winterlinde (Tilia cordata), bzw. Winterlinde auf Fl.Nr.: 537                                           | Kraiburg – Maximilian            | am Nordrand von Berg, westlich des Anwesens Kifinger (48° 10′ 53,8″ N, 12° 26′ 5″ O)                                      | Winter- oder Sommer-Linde (widersprüchliche Angaben). Die „Kifinger-Linde“ gilt als „der älteste Baum im Landkreis Mühldorf“. Über 500 Jahre alt, Stammumfang über 9 m, Höhe 16 m. 2022/23 bestanden Pläne, die Krone „einzukürzen“ und anschließend die Reste mit einer Kronensicherung zu versehen. – Weitere Informationen. |
|                                        | 27       | 32, ND-01448 | Eiche (Quercus robur), bzw. Eiche bei Guttenburg auf Fl.Nr.: 91                                         | Kraiburg – Guttenburg            | nördlich der ehemaligen Schule in Guttenburg (48° 11′ 49,5″ N, 12° 28′ 12,3″ O)                                           | |
|                                        |          | 33, ND-01452 | Stieleiche auf Fl.Nr.: 799 (Quercus robur)                                                              | Kraiburg                         | ehemals an der Wasserburger Straße, hinter dem Haus Trostberger Straße 34 (48° 10′ 48,5″ N, 12° 25′ 43,9″ O)              | Über 300 oder über 500 Jahre alt, am 28. Juli 2013 ohne ersichtlichen Grund umgestürzt. Schutzstatus angeblich noch immer „aktuell“ laut BayernAtlas (2024). |
|                                        | 28       | 34, ND-01453 | Eiche (Quercus robur), bzw. Eiche (Friedenseiche) auf Fl.Nr.: 18/1                                      | Kraiburg                         | im Ortszentrum von Kraiburg, Guttenburger Straße, beim Anwesen Diener (48° 10′ 58″ N, 12° 25′ 45,8″ O)                    | Informationstafel: „Diese Eiche wurde vom Markt Kraiburg im Jahre 1870 aus Anlaß der Wiedereingliederung von Elsaß-Lothringen in das Deutsche Reich gepflanzt.“ – Weitere Informationen. |
|                                        | 29       | 35, ND-01450 | Linde (Tilia cordata), bzw. Linde bei Guttenburg auf Fl.Nr.: 1560                                       | Kraiburg – Guttenburg            | in Fisslkling in der Nähe der Kirche (48° 11′ 11″ N, 12° 26′ 51,8″ O)                                                     | |
|                                        | 30       | 36, ND-01449 | 2 Linden (Tilia cordata), bzw. 2 Linden bei Guttenburg auf Fl.Nr.: 95/1                                 | Kraiburg – Guttenburg            | in Guttenburg an der Hofwieskirche (48° 11′ 47,5″ N, 12° 28′ 16,4″ O)                                                     | |
|                                        | 31       | 37, ND-01446 | Stieleiche (Quercus robur), bzw. Stieleiche bei Guttenburg auf Fl.Nr.: 431                              | Kraiburg – Guttenburg            | südöstlich von Guttenburg, nördlich von Schaching (48° 11′ 21,5″ N, 12° 28′ 29″ O)                                        | |
|                                        | 32       | 38           | Linde (Tilia cordata)                                                                                   | Lohkirchen                       | neben der Kapelle an der Straße nach Wimpasing (48° 18′ 59,6″ N, 12° 27′ 11,5″ O)                                         | |
|                                        | 33       | 39           | Eiche (Quercus robur)                                                                                   | Zangberg – Weilkirchen           | an der Staatsstraße 2091 südöstlich von Holzstrass (48° 17′ 34,5″ N, 12° 26′ 3,3″ O)                                      | |
|                                        | 34       | 40           | Eiche (Quercus robur)                                                                                   | Lohkirchen                       | in Eberharting (48° 17′ 39,1″ N, 12° 27′ 3,2″ O)                                                                          | |
|                                        | 35       | 42, ND-01434 | Sommerlinde (Tilia platyphyllos), bzw. Sommerlinde auf Fl.Nr.: 1040                                     | Maitenbeth                       | in Thal (48° 9′ 35,7″ N, 12° 6′ 19,3″ O)                                                                                  | |
| weitere Bilder                         | 36       | 43, ND-01432 | Eiche (Quercus robur), bzw. Eiche bei Innach auf Fl.Nr.: 151                                            | Maitenbeth – Innach              | südlich des Bernreiter Wegs (48° 9′ 6,9″ N, 12° 6′ 8,4″ O)                                                                | |
| ND Linde in Maitenbeth                 | 37       | 44           | Winterlinde (Tilia cordata)                                                                             | Maitenbeth                       | () | |
| weitere Bilder                         | 38       | 45, ND-01430 | Sommerlinde (Tilia platyphyllos), bzw. Sommerlinde auf Fl.Nr.: 250                                      | Maitenbeth                       | in Oed (48° 9′ 20,6″ N, 12° 5′ 7,6″ O)                                                                                    | |
| weitere Bilder                         | 39       | 46           | Eiche (Quercus robur)                                                                                   | Maitenbeth                       | in der Nähe von Pfaffenberg (48° 9′ 49,1″ N, 12° 4′ 24,8″ O)                                                              | |
| ND Linde am Ortsende von Lochheim      | 40       | 47           | Linden (Tilia cordata)                                                                                  | Mettenheim – Lochheim            | am Ortsende von Lochheim (48° 16′ 15,9″ N, 12° 29′ 24,6″ O)                                                               | |
| ND Eiche nördlich von Neufahrn         | 41       | 48, ND-01401 | Eiche (Quercus robur), bzw. Eiche auf Fl.Nr.: 1448                                                      | Mettenheim                       | nördlich von Neufahrn (48° 15′ 25,9″ N, 12° 26′ 24,8″ O)                                                                  | |
| ND Eiche Mettenheim Haubing            | 42       | 49           | Eiche (Quercus robur)                                                                                   | Mettenheim                       | am rechten Isenufer bei der Brücke bei Haubing (48° 16′ 19,3″ N, 12° 27′ 15,9″ O)                                         | |
| ND Gleditsia, Mühldorf                 | 43       | 50           | Gleditsia (Gleditsia triacanthos)                                                                       | Mühldorf am Inn                  | neben DB-Betriebsamt, Innere Neumarkter Straße (48° 14′ 49,4″ N, 12° 31′ 23,3″ O)                                         | Amerikanische Gleditschie |
|                                        | 44       | 51, ND-01928 | Granitblock, bzw. Granitblock a. d. Ecke Berliner-/Innstraße, B12                                       | Mühldorf am Inn                  | an der Ecke Berliner Straße/Innstraße an der B 12 (48° 14′ 20,3″ N, 12° 31′ 18,8″ O)                                      | |
| ND Stieleiche Hörbering                | 45       | 53           | Stieleiche (Quercus robur)                                                                              | Neumarkt-Sankt Veit – Hörbering  | (48° 22′ 37,5″ N, 12° 32′ 46,6″ O)                                                                                        | |
| ND Stieleiche Kinning                  | 46       | 54           | Stieleiche (Quercus robur)                                                                              | Neumarkt-Sankt Veit – Sankt Veit | in Kinning an der Feldwegkreuzung (48° 21′ 59,7″ N, 12° 31′ 43,8″ O)                                                      | |
|                                        | 47       | 55           | 2 Linden (Tilia cordata)                                                                                | Niederbergkirchen                | am Toreingang im Pfarrhof (48° 18′ 50″ N, 12° 30′ 14,5″ O)                                                                | |
|                                        | 48       | 56           | Winterlinde (Tilia cordata)                                                                             | Niederbergkirchen                | in Aiching (48° 19′ 24,7″ N, 12° 31′ 19,1″ O)                                                                             | |
|                                        | 49       | 57, ND-01408 | Stieleichen-Baumreihe (Quercus robur), bzw. Baumreihe (6 Stieleichen) auf Fl.Nr. 72/3                   | Schwindegg                       | südlich des Bahnhofs, zwischen Bahnhofstraße und Hofmarkstraße (48° 16′ 20,8″ N, 12° 14′ 52,9″ O)                         | |
|                                        | 50       | 58           | 3-stämmige Winterlinde (Tilia cordata)                                                                  | Taufkirchen                      | vor Taufkirchen (48° 16′ 20,8″ N, 12° 14′ 52,9″ O)                                                                        | |
|                                        | 51       | 60           | Eiche (Quercus robur)                                                                                   | Taufkirchen                      | am Straßenrand in Pettenham (48° 8′ 49,4″ N, 12° 25′ 14,1″ O)                                                             | |
|                                        | 52       | 61           | Linde (Tilia cordata)                                                                                   | Taufkirchen – Zeiling            | nördlich des Anwesens Gruber (48° 7′ 16,4″ N, 12° 26′ 48,6″ O)                                                            | |
|                                        | 53       | 63           | Eiche (Quercus robur)                                                                                   | Taufkirchen                      | am Wanklbach (48° 8′ 58″ N, 12° 25′ 48,4″ O)                                                                              | |
|                                        | 54       | 64           | Linde (Tilia cordata)                                                                                   | Taufkirchen                      | südlich von Winkl (48° 9′ 22,7″ N, 12° 25′ 25,9″ O)                                                                       | |
|                                        | 55       | 65, ND-01437 | Eiche (Quercus robur), bzw. Eiche bei Wang auf Fl.Nr.: 40                                               | Unterreit – Wang                 | in Wang, nördlich der Kirche, am Schulberg (48° 7′ 6,6″ N, 12° 18′ 1,4″ O)                                                | |
|                                        | 56       | 66           | Linde (Tilia cordata)                                                                                   | Unterreit – Grünthal             | südlich von Einharting (48° 8′ 8,9″ N, 12° 24′ 13,1″ O)                                                                   | |
|                                        | 57       | 67, ND-01480 | Linde (Tilia cordata), bzw. Linde bei Wang auf Fl.Nr.: 5                                                | Unterreit – Wang                 | in Wang, südöstlich der Kirche, beim Anwesen Lackner (48° 7′ 2,6″ N, 12° 18′ 7,2″ O)                                      | Winter-Linde bei einer kleinen Hofkapelle, etwa 300 Jahre alt, zwei Stämme mit 4,20 bzw. 4 m Stammumfang (1992) und 25 m Höhe. |
|                                        | 58       | 68, ND-01455 | Stieleichenbaumgruppe (Quercus robur), bzw. Baumgruppe (Stieleichen) b. Pürten FlNr.: 677               | Waldkraiburg – Pürten            | bei Froschau (48° 11′ 42″ N, 12° 25′ 24,9″ O)                                                                             | |
|                                        | 59       | 69, ND-01454 | Linde (Tilia cordata), bzw. bzw. Linde bei Pürten auf Fl.Nr.: 701                                       | Waldkraiburg – Pürten            | an der Kirche in Ebing (48° 12′ 56,5″ N, 12° 28′ 17″ O)                                                                   | |
|                                        | 60       | 70           | Eiche (Quercus robur)                                                                                   | Niedertaufkirchen                | bei Freiling (48° 20′ 15,3″ N, 12° 32′ 5,4″ O)                                                                            | |
|                                        | 61       | 71           | Linde (Tilia cordata)                                                                                   | Oberneukirchen                   | am Verbindungsweg zwischen Oberaich und Sinn an der Straß (48° 10′ 3″ N, 12° 31′ 30,3″ O)                                 | |
|                                        | 62       | 73           | Linde (Tilia cordata)                                                                                   | Obertaufkirchen                  | an der Straße von Straß nach Meßmehring (48° 15′ 32,4″ N, 12° 16′ 45,7″ O)                                                | Im Bayernatlas Mesmehring geschrieben |
|                                        | 63       | 74           | Kastanie (Aesculus hippocastanum)                                                                       | Obertaufkirchen                  | in Annabrunn (48° 13′ 19,5″ N, 12° 16′ 17,6″ O)                                                                           | |
|                                        | 64       | 75           | Linde (Tilia cordata)                                                                                   | Polling                          | am Waldrand von Rappensberg (48° 12′ 4,3″ N, 12° 34′ 20,3″ O)                                                             | |
|                                        | 65       | 76           | Eiche (Quercus robur)                                                                                   | Polling – Grünbach               | nördlich des Feldweges in Holzhausen (48° 11′ 22″ N, 12° 32′ 34,9″ O)                                                     | |
|                                        | 66       | 77           | Winterlinde (Tilia cordata)                                                                             | Polling                          | (48° 12′ 36″ N, 12° 33′ 35″ O)                                                                                            | |
|                                        | 67       | 80           | Linde (Tilia cordata)                                                                                   | Reichertsheim                    | in Höhenberg (48° 11′ 2″ N, 12° 17′ 28,2″ O)                                                                              | |
| weitere Bilder                         | 68       | 81, ND-01477 | Eichen (Quercus robur), bzw. 2 Eichen auf Fl.Nr.: 1951                                                  | Reichertsheim                    | in Thambach (48° 11′ 15,8″ N, 12° 15′ 47,9″ O)                                                                            | |
| ND Eiche in Öd, Schönberg              | 69       | 82           | Eiche (Quercus robur)                                                                                   | Schönberg                        | in Öd (48° 21′ 8,9″ N, 12° 26′ 59,3″ O)                                                                                   | |
|                                        | 70       | 83           | 2 Linden (Tilia cordata)                                                                                | Mühldorf am Inn – Altmühldorf    | in Mößling (48° 14′ 40,6″ N, 12° 28′ 59,2″ O)                                                                             | |
| ND Stieleiche Erharting                | 71       | 84           | Stieleiche (Quercus robur)                                                                              | Erharting                        | in der Gemeinde Erharting (48° 16′ 51,9″ N, 12° 34′ 52,3″ O)                                                              | |
|                                        | 72       | 85           | Birnbaum (Pyrus communis)                                                                               | Lohkirchen                       | in der Gemeinde Lohkirchen (48° 16′ 51,9″ N, 12° 34′ 52,3″ O)                                                             | |
|                                        | 73       | 86, ND-01392 | Winterlinde (Tilia cordata), bzw. Winterlinde bei Salmanskirchen auf Fl.Nr.: 403                        | Ampfing – Salmanskirchen         | südwestlich von Aidenbach (48° 16′ 3,1″ N, 12° 22′ 50,1″ O)                                                               | |
|                                        | 74       | 87, ND-01393 | Stieleiche (Quercus robur), bzw. Stieleiche bei Stefanskirchen auf Fl.Nr.: 226                          | Ampfing – Stefanskirchen         | in Attenhausen (48° 16′ 8,5″ N, 12° 20′ 33,1″ O)                                                                          | |
| weitere Bilder                         | 75       | 88, ND-01394 | Winterlinde (Tilia cordata), bzw. Winterlinde bei Salmanskirchen auf Fl.Nr.: 475                        | Ampfing – Salmanskirchen         | bei Unterneuling (48° 16′ 44,8″ N, 12° 22′ 34,5″ O)                                                                       | |
| ND Stieleiche                          | 76       | 89, ND-01407 | Stieleiche (Quercus robur), bzw. Stieleiche bei Walkersaich auf Fl.Nr.: 2218                            | Schwindegg – Walkersaich         | östlich von Angering (48° 17′ 9,7″ N, 12° 18′ 18″ O)                                                                      | |
|                                        | 77       | 90           | Stieleiche (Quercus robur)                                                                              | Polling – Flossing               | bei Lippach (48° 12′ 12,3″ N, 12° 30′ 20,7″ O)                                                                            | |
| ND Eiche Egglkofen                     | 78       | 91           | Eiche (Quercus robur)                                                                                   | Egglkofen                        | in Egglkofen (48° 23′ 52,3″ N, 12° 26′ 46,5″ O)                                                                           | |
|                                        | 79       | 92, ND-01938 | Zwei Spitzahornbäume (Acer platanoides), bzw. 2 Spitzahornbäume auf Fl.Nr. 65/3                         | Waldkraiburg – Pürten            | zwischen Pürten und Niederndorf (48° 11′ 42″ N, 12° 25′ 24,5″ O)                                                          | |
| Winterlinde Mößling                    | 80       | 93           | Winterlinde (Tilia cordata)                                                                             | Mühldorf am Inn – Mößling        | in Mößling (48° 16′ 10,6″ N, 12° 31′ 11,6″ O)                                                                             | |
|                                        | 81       | ND-01481     | Eiche auf Fl.Nr.: 321                                                                                   | Haag in Oberbayern – Rosenberg   | in Haag i. OB, zwischen Gabelsbergerstraße 10 und 12 (48° 9′ 29,3″ N, 12° 10′ 55,8″ O)                                    | |
|                                        | 82       | ND-01939     | Granitblock auf Fl.Nr.: 665/4                                                                           | Mühldorf am Inn                  | im Park an der Konrad-Adenauer-Straße (48° 14′ 26″ N, 12° 31′ 20,7″ O)                                                    | |